# Кіясовський район
Кія́совський район (удм. Кияса ёрос) — муніципальний округ у складі Удмуртської Республіки Росії. Адміністративний центр — село Кіясово.

## Географія
Округ розташований на півдні республіки, на західних схилах Сарапульської височини. На сході межує із Сарапульським, на півночі — Малопургинським районами Удмуртії, на півдні та заході — з Татарстаном. Протяжність з півночі на південь становить 65 км, із заходу на схід — 36 км. Його площа становить 822 км², з яких 582 км² сільськогосподарські угіддя (463 км² — рілля, 87 км² — пасовища, 15 км² — сінокоси), 186 км² — ліси.
Клімат помірно континентальний.
По берегам річки Кирикмас містяться значні запаси гравійної суміші із гравію та піску, які використовуються як будівельний матеріал та для підсипання доріг. В заплаві річок Іж, Утдядинка та Кирикмас, в районі населених пунктів Унур-Кіясово, Чувашайка та Нижня Мала Салья є поклади торфу. Всього розвідано 4 родовища торфу із запасами 1,2 тисяч тон. На місцевих запасах глини працює цегляний завод, запаси глини становлять 652,3 тисячі тон. За геологічними розвідками в надрах Мушаковського поселення знайдено нафту.
На території округу виділяються:
- комплексні пам'ятки природи регіонального (республіканського) значення — Троєглазовські ландшафти, Кирикмаський резерват;
- гідрологічні пам'ятки природи місцевого значення — джерела Гремучий, Красний, Саралі, Святий;
- ботанічна пам'ятка природи місцевого значення — урочище Тополине

## Історія
У X–XIV століттях територія округу була заселена південними удмуртами, які підпорядковувались Казанському ханству. 1552 року ханство було ліквідоване і територія стала належати російській владі, офіційно підпорядковуючись Казанському воєводству. Указом Катерини II від 11 вересня 1780 року була утворена Вятська губернія (Вятське намісництво). Територія округу була розділена між Єлабузьким (Мушаковська волость з селами Мушак, Шаршада, Єрмолаєво) та Сарапульським (Юринська волость з селами Яжбахтино, Ільдибаєво, Виїзд та Кіясовська волость з селами Кіясово, Данилово) повітами.
Згідно з постановою ВЦВК від 5 січня 1921 року Кіясовська та Юринська волості були передані до складу Пермської губернії. Згідно з постановою ВЦВК від 3 листопада 1923 року був утворений Сарапульський округ, до складу якого увійшли всі три волості. Кіясовський район був утворений 4 листопада 1926 року згідно з декретом ВЦВК, але проект утворення району був затверджений ще 27 лютого 1924 року указом президії Уральської області. Район замість старих 47 сільрад з 3-ьох волостей включав 12 збільшених сільрад: Виєздинську, Даниловську, Єрмолаєвську, Яжбахтінську, Ільдібаєвську, Карамас-Пельгинську, Кіясовську, Лутохинську, Мушаковську, Старосальїнську, Тимеєвську, Юринську. 1 січня 1932 року постановою президії ВЦВК район був переданий до складу Сарапульського району Уральської області. В лютому 1934 року Сарапульський район увійшов до складу Свердловської області, але із 7 грудня увійшов до складу Кіровського краю. З 23 січня 1935 року Кіясовський район був відновлений, з грудня 1936 року він став частиною Кіровської області.
Станом на 1936 рік район включав в себе 13 сільрад: 12 вище згаданих та Медвеж'їнську. Постановою ВЦВК від 22 жовтня 1937 року Кіясовський район увійшов до складу новоствореної Удмуртської АРСР. Згідно з указом президії ВР РРФСР від 11 січня 1950 року до складу району була передана[Тавзямальська сільська рада Агризького району Татарської АРСР. Згідно з указом президії ВР РРФСР від 16 червня 1954 року деякі сільради були об'єднані між собою: Старосальїнська до Єрмолаєвської, Тимеєвська до Карамас-Пельгинської, Ільдібаєвська та Медвеж'їнська до Лутохинської, Тавзямальська до Мушаковської, Виєздинська до Юринської. Цим же указом Даниловська сільрада була перетворена в Атабаєвську. Таким чином станом на 1 вересня 1955 року район складався з 8 сільрад. Згідно з указом президії ВР Удмуртської АРСР від 23 липня 1957 року Атабаєвська сільрада була перетворена в Підгорнівську, а Яжбахтінська в Первомайську. Постановою президії ВР Удмуртської АРСР від 8 грудня 1962 року та указами президії ВР РРФСР від 1 лютого 1963 року і президії ВР Удмуртської АРСР від 5 березня район був ліквідований, 7 сільрад передані до складу Іжевського району та Юринська сільрада — до складу Сарапульського району. Постановою президії ВР Удмуртської АРСР від 11 січня 1965 року та указами президії ВР РРФСР від 12 січня і президії ВР Удмуртської АРСР від 16 січня 7 сільрад, які відійшли до Іжевського району, відійшли до складу Малопургинського району. Згідно з указами президії ВР РРФСР від 3 листопада 1965 року та президії ВР Удмуртської АРСР від 16 листопада Кіясовський район був відновлений, але до його складу повернулись лише колишніх 7 сільрад, Юринська сільрада так і залишилась у складі Сарапульського району. Указом президії ВР Удмуртської АРСР від 19 грудня 1966 року була відновлена Ільдібаєвська сільська рада.

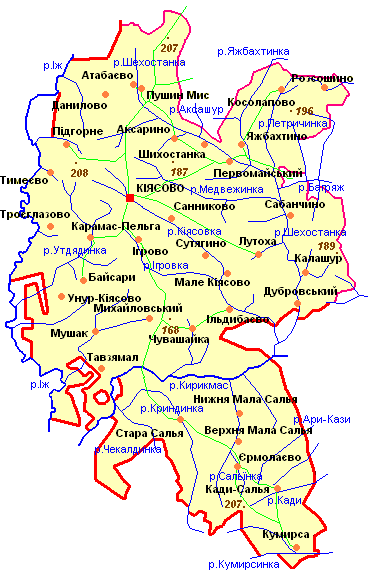
Мапа району

2021 року Кіясовський район був перетворений в муніципальний округ зі збереженням старої назви, при цьому були ліквідовані усі сільські поселення:
| Поселення                              | Площа, км² | Населення, осіб (2002) | Населення, осіб (2010) | Населення, осіб (2019) | Центр          | Населені пункти |
| -------------------------------------- | ---------- | ---------------------- | ---------------------- | ---------------------- | -------------- | --------------- |
| Єрмолаєвське сільське поселення        | 200,19     | 1744                   | 1366                   | 1016                   | Єрмолаєво      | 6               |
| Ільдібаєвське сільське поселення       | 82,50      | 698                    | 527                    | 397                    | Ільдібаєво     | 5               |
| Карамас-Пельгинське сільське поселення | 70,20      | 874                    | 728                    | 601                    | Карамас-Пельга | 3               |
| Кіясовське сільське поселення          | 69,28      | 3485                   | 3335                   | 3250                   | Кіясово        | 3               |
| Лутохинське сільське поселення         | 90,60      | 891                    | 715                    | 552                    | Лутоха         | 4               |
| Мушаківське сільське поселення         | 66,00      | 554                    | 414                    | 349                    | Мушак          | 2               |
| Первомайське сільське поселення        | 100,60     | 1131                   | 1025                   | 896                    | Первомайський  | 5               |
| Підгорнівське сільське поселення       | 141,90     | 2173                   | 2195                   | 1980                   | Підгорне       | 6               |

## Населення
Населення округу становить 9041 особа (2019, 10305 у 2010, 11550 у 2002).
У національному складі 53 % — росіяни, 41 % — удмурти, 4 % — татари.

## Населені пункти
| №  | Місто             | Населення, осіб (2002) | Населення, осіб (2010) |
| -- | ----------------- | ---------------------- | ---------------------- |
| 1  | Аксаріно          | 141                    | 130                    |
| 2  | Атабаєво          | 457                    | 451                    |
| 3  | Байсари           | 102                    | 78                     |
| 4  | Верхня Мала Салья | 185                    | 141                    |
| 5  | Данилово          | 111                    | 89                     |
| 6  | Дубровський       | 227                    | 179                    |
| 7  | Єрмолаєво         | 374                    | 301                    |
| 8  | Ігрово            | 101                    | 76                     |
| 9  | Ільдібаєво        | 427                    | 352                    |
| 10 | Кади-Салья        | 212                    | 167                    |
| 11 | Калашур           | 403                    | 319                    |
| 12 | Карамас-Пельга    | 685                    | 575                    |
| 13 | Кіясово           | 3302                   | 3207                   |
| 14 | Косолапово        | 128                    | 65                     |
| 15 | Кумирса           | 99                     | 60                     |
| 16 | Лутоха            | 187                    | 149                    |
| 17 | Мале Кіясово      | 44                     | 19                     |
| 18 | Михайловськ       | 12                     | 7                      |
| 19 | Мушак             | 305                    | 250                    |
| 20 | Нижня Мала Салья  | 243                    | 168                    |
| 21 | Первомайський     | 682                    | 669                    |
| 22 | Підгорне          | 1552                   | 1621                   |
| 23 | Пушин Мис         | 5                      | 6                      |
| 24 | Сабанчино         | 74                     | 68                     |
| 25 | Санниково         | 82                     | 52                     |
| 26 | Стара Салья       | 631                    | 529                    |
| 27 | Сутягіно          | 40                     | 12                     |
| 28 | Тавзямал          | 249                    | 164                    |
| 29 | Тімеєво           | 5                      | 1                      |
| 30 | Троєглазово       | 43                     | 27                     |
| 31 | Унур-Кіясово      | 87                     | 75                     |
| 32 | Чувашайка         | 175                    | 137                    |
| 33 | Шихостанка        | 27                     | 30                     |
| 34 | Яжбахтіно         | 153                    | 131                    |

## Господарство
Економіка округу на 92 % побудована на сільському господарстві, яке займається виробництвом молока, м'яса великої рогатої худоби та свинарством, вирощуванням зерна. Агропромисловий комплекс округу представлений 8 підприємствами та 20 фермерськими господарствами. Площа сільськогосподарських угідь становить 573—582 км². Станом на 2012 рік в районі було 8639 голів великої рогатої худоби, в тому числі корів 3331.

## Персоналії

### Почесні громадяни[6]
- Гуляєв Костянтин Олександрович (13 серпня 1925, присілок Ярославцево) — голова радгоспу імені Леніна (1963–1965), перший секретар Кіясовського РК КПРС (1965–1969). В роки Другої світової війни був командиром гармати, нагороджений медаллю «За відвагу», «За перемогу над Німеччиною у Великій Вітчизняній війні 1941—1945 років», орденом Вітчизняної війни І ступеня. За значні успіхи в праці нагороджений 2 орденами Трудового Червоного Прапора, орденом «Знак Пошани». Був членом Удмуртського обкому КПРС та депутатом Верховної Ради Удмуртської АРСР. 28 жовтня 1996 року присвоєно звання Почесного громадянина Кіясовсього району.
- Максимов Леонід Леонідович (*13 грудня 1934, смт Одоєв — †листопад 1999) — голова радгоспу імені Леніна (1965–1989), неодноразово обирався депутатом Верховної Ради Удмуртської АРСР. За значний внесок в розвиток сільськогосподарського виробництва та соціально-економічний розвиток району нагороджений почесними грамотами, медалями, орденами Трудового Червоного Прапора, Жовтневої революції, Дружби народів та іншими нагородами. 28 жовтня 1996 року присвоєно звання Почесного громадянина Кіясовсього району.
- Чувашова Тамара Олексіївна (*12 червня 1940, починок Верхня Мала Салья) — ветеран праці, працювала свинаркою і телятницею в колгоспі «Рассвет». За високі трудові показники нагороджена 14 почесними грамотами, 2 срібними та золотою медалями ВДНГ, листами подяки, має знаки «Переможець соцзмагань». 28 жовтня 1996 року присвоєно звання Почесного громадянина Кіясовсього району.